# Przyrów
Przyrów is een dorp in het Poolse woiwodschap Silezië, in het district Częstochowski. De plaats maakt deel uit van de gemeente Przyrów en telt 1400 inwoners.